# Erigone personata
Erigone personata är en spindelart som beskrevs av Willis J. Gertsch och Davis 1936. Erigone personata ingår i släktet Erigone och familjen täckvävarspindlar. Inga underarter finns listade i Catalogue of Life.